# Entavía
Entavía es un grupo de música folk formado en Salamanca (Castilla y León) que incorpora influencias musicales locales mezcladas con estilos multiculturales como el flamenco o el jazz.

## Historia
Durante el verano de 2016, Michu Cordero, clarinetista, compositor y letrista y David Jiménez, "Tevi", guitarrista y compositor se propusieron reunir una banda para revisar el folclore musical de su entorno incorporando sus propias influencias musicales y culturales. Desde el principio contaron con Cele Hernández, cantante, compositor y letrista procedente del ámbito del flamenco, estilo de cierto arraigo también en Salamanca, y con Javier Montes, luthier e investigador y divulgador de la tradición musical local y regional.
Con la incorporación de Arturo Martín Garcimartín (saxo y flauta) y un pequeño programa de siete canciones viajaron a Cádiz, donde pusieron a prueba su enfoque musical con actuaciones callejeras. Al regresar a Salamanca comenzaron los trabajos para el primer álbum, Raíces con Alas, que se publicó el año siguiente.
Con posterioridad, se incorporaron Paco Tejero como percusionista y Óscar López como bajista. El primero abandonó la formación en una etapa temprana, mientras que Óscar permaneció en el grupo hasta finales de 2021; fue sustituido por Diego Martín, cuya primera aparición pública en directo con la banda es el 24 de abril de 2022 durante el II Festival Lunes de Aguas.
A partir de la publicación del primer disco empezaron su participación en festivales locales, nacionales e internacionales, como Folk & Rock Nas Portelas, Festival de Plasencia, Folk Cáceres, Festival de la máscara de Zamora, Poborina Folk, Zaranda Folk, Cosmopolis Festival (Kavala, Grecia), Demanda Folk, Frómista, Festival de la Sierra de la Culebra, Artes da Rua, Évora Portugal, Festival de Cultura Tradicional Hispano-Lusa o Almeida (Portugal) entre otros.

## Estilo
El nombre de la banda «entavía» es un vocablo procedente del castellano antiguo ´entodavía´, que aún tiene uso popular especialmente en León y en Salamanca.
Su estilo de música folk contemporánea trasciende el folk de exclusivamente historicista o purista. Cultiva una fusión influenciada por los orígenes musicales de cada uno de los miembros de la banda y comprende tanto la tradición local como un enfoque multicultural. Fusionan el flamenco, el folclore castellano, el mestizaje musical, la experimentación o el jazz. Su último trabajo, Vertiginosa Baranda, explora también terrenos más conceptuales y progresivos. Su obra se compone tanto de temas y canciones tradicionales como temas propios bajo cánones tradicionales. Han musicado textos de autores como Marcos Ana, Unamuno o Chicho Ferlosio.

## Discografía
Entavía autoproduce sus álbumes y los financia a través de micromecenazgo basado en recompensas. Han publicado tres álbumes de estudio como Raíces con Alas (2017) y Arando Ñieve (2021), en donde contaron con las voces de Laura Martín Pérez (Mayalde) y Mayra Pérez (Ringorrango), en la Charrada de Villamayor con la dulzaina y el quenacho de Alberto Jambrina (Jambrina y Madrid) y en la Tonerdilla de la Impresora con las trompas de Laura Flores Fernández. En el álbum Vertiginosa Baranda (2024), colaboraron Ursaria, Jambrina y Madrid, Marina Gay Ylla y María Nieto (Vigüela).
En 2019 publicaron un álbum en directo, Entavía con Voces del Más Acá.
Como sencillos, han publicado Hez del Lago de Sanabria (2018), con letra de dos poemas de Miguel de Unamuno en el prólogo del propio autor a su obra San Manuel Bueno, mártir y El Galán y la Calavera (2024).
La Diputación de Salamanca ha utilizado su música en un anuncio de promoción turística La libertad de sentir Salamanca, en 2021.

## Giras
- 2018-2019: Raíces con Alas
- 2020-2021: Arando Ñieve
- 2022: Le Pusieron Precio al Tiempo
- 2023: Revuelta a Empezar
- 2024: Vertiginosa Baranda Tour2024
- 2025: Entavía tour 25

## Integrantes
- Michu Cordero - Clarinete, cuatro, taisho-koto y coros (desde 2016).
- David Jiménez, "Tevi" - Guitarras, tres cubano y coros (desde 2016).
- Cele Hernández - Voz, palmas y pequeña percusión (desde 2016).
- Javier Montes - Batería, pandero cuadrado, percusión, gaitas, instrumentos de creación propia y coros (desde 2016).
- Arturo Martín Garcimartín - Saxo, flauta y coros (2016-2019).
- Paco Tejero - Marimba, tambores, pandero y djembé (2017-2020).
- Óscar López - Bajo, contrabajo y coros (2017-2021).
- Diego Martín - Bajo y coros (desde 2022).

## Reconocimientos

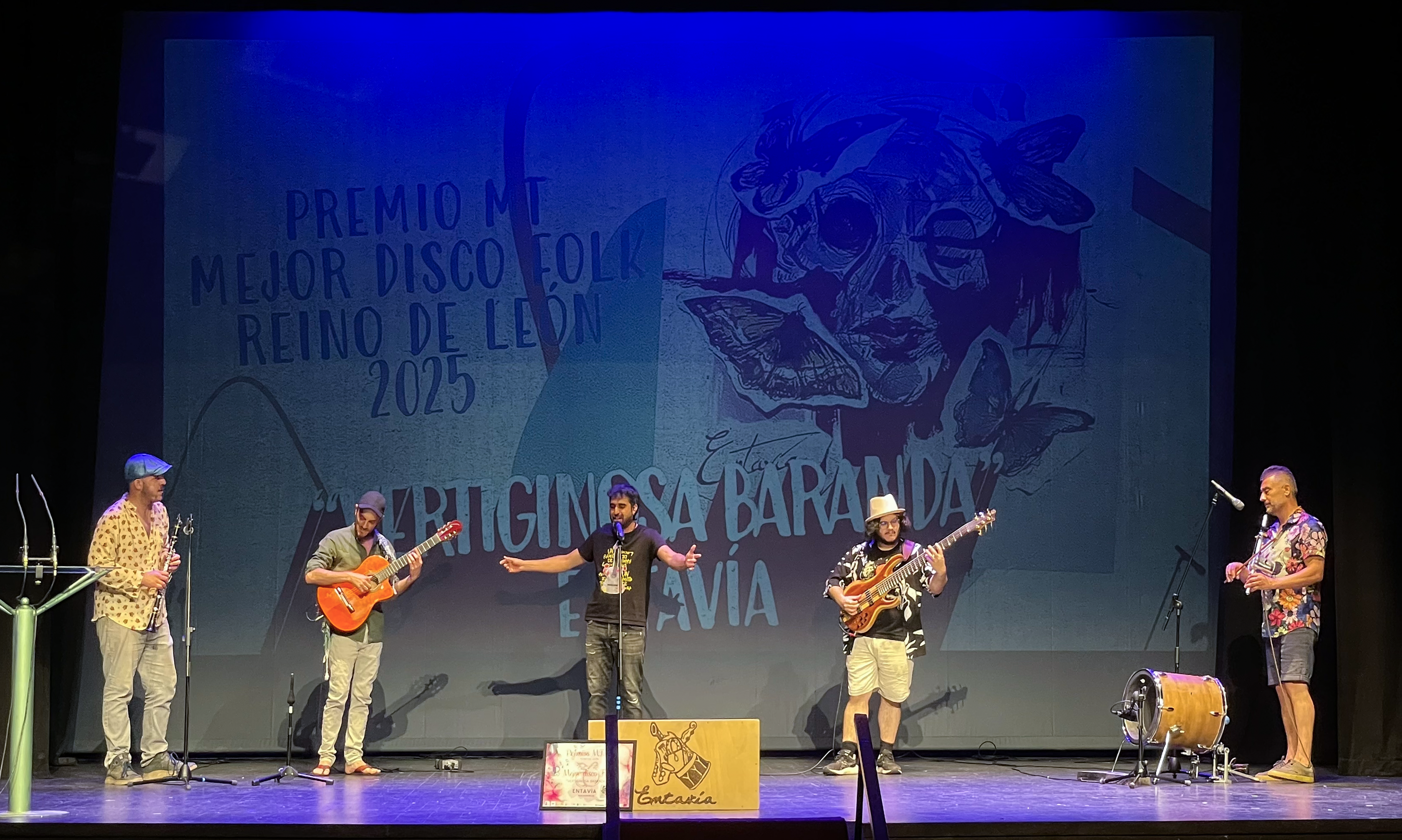
En los premios MT 2025

A finales de 2021 la publicación especializada Diario Folk selecciona el disco Arando Ñieve entre los mejores 30 discos del año.
En 2022 fueron galardonados con el Premio MT 2022 al mejor disco folk del reino de León por Arando Ñieve.
A finales de 2024 Diario Folk selecciona el disco Vertiginosa Baranda entre los 35 mejores discos nacionales e internacionales de ese año.
Entavía alcanza con Vertiginosa Baranda una novena posición en la Lista Ibérica de Músicas de Raíz del cuarto trimestre de 2024.
En 2025 ganaron por segunda vez el Premio MT en su XVII edición al mejor disco folk del reino de León con el álbum Vertiginosa Baranda.